# Anadolua schwarzi
Anadolua schwarzi är en insektsart som beskrevs av Willy Adolf Theodor Ramme 1939. Anadolua schwarzi ingår i släktet Anadolua och familjen vårtbitare. Inga underarter finns listade i Catalogue of Life.